# Galle (krater marsjański)
Galle – krater marsjański, położony we wschodnim rejonie basenu Argyre Planitia, nazwany na cześć astronoma Johanna Gottfrieda Galle’a. Krater z wyglądu przypomina uproszczoną, uśmiechniętą twarz. Jego średnica wynosi około 224 km. Po raz pierwszy został dostrzeżony na zdjęciach z orbitera sondy Viking 1.